# La Croisille
La Croisille en francès és un municipi francès, situat al departament de l'Eure i a la regió de Normandia. L'any 2007 tenia 383 habitants.

## Demografia

### Població
El 2007 la població de fet de La Croisille era de 383 persones. Hi havia 139 famílies de les quals 21 eren unipersonals (13 homes vivint sols i 8 dones vivint soles), 29 parelles sense fills, 76 parelles amb fills i 13 famílies monoparentals amb fills.
La població ha evolucionat segons el següent gràfic:
Habitants censats

### Habitatges
El 2007 hi havia 150 habitatges, 137 eren l'habitatge principal de la família, 10 eren segones residències i 3 estaven desocupats. Tots els 144 habitatges eren cases. Dels 137 habitatges principals, 123 estaven ocupats pels seus propietaris, 12 estaven llogats i ocupats pels llogaters i 2 estaven cedits a títol gratuït; 2 tenien dues cambres, 11 en tenien tres, 21 en tenien quatre i 103 en tenien cinc o més. 104 habitatges disposaven pel capbaix d'una plaça de pàrquing. A 37 habitatges hi havia un automòbil i a 97 n'hi havia dos o més.

### Piràmide de població
La piràmide de població per edats i sexe el 2009 era:
| Homes | Edats   | Dones |
| ----- | ------- | ----- |
| 0     | 95 o +  | 0     |
| 0     | 90 a 94 | 4     |
| 0     | 85 a 89 | 0     |
| 0     | 80 a 84 | 4     |
| 0     | 75 a 79 | 0     |
| 8     | 70 a 74 | 0     |
| 12    | 65 a 69 | 8     |
| 4     | 60 a 64 | 4     |
| 4     | 55 a 59 | 12    |
| 24    | 50 a 54 | 20    |
| 4     | 45 a 49 | 12    |
| 32    | 40 a 44 | 4     |
| 8     | 35 a 39 | 20    |
| 12    | 30 a 34 | 8     |
| 4     | 25 a 29 | 4     |
| 4     | 20 a 24 | 4     |
| 24    | 15 a 19 | 12    |
| 8     | 10 a 14 | 12    |
| 0     | 5 a 9   | 16    |
| 8     | 0 a 4   | 16    |

## Economia
El 2007 la població en edat de treballar era de 296 persones, 216 eren actives i 80 eren inactives. De les 216 persones actives 198 estaven ocupades (100 homes i 98 dones) i 19 estaven aturades (8 homes i 11 dones). De les 80 persones inactives 31 estaven jubilades, 32 estaven estudiant i 17 estaven classificades com a «altres inactius».

### Ingressos
El 2009 a La Croisille hi havia 147 unitats fiscals que integraven 398 persones, la mediana anual d'ingressos fiscals per persona era de 22.637 €.

### Activitats econòmiques
Dels 11 establiments que hi havia el 2007, 1 era d'una empresa de fabricació d'altres productes industrials, 3 d'empreses de construcció, 2 d'empreses de comerç i reparació d'automòbils, 1 d'una empresa de transport, 2 d'empreses d'hostatgeria i restauració, 1 d'una empresa de serveis i 1 d'una empresa classificada com a «altres activitats de serveis».
Dels 4 establiments de servei als particulars que hi havia el 2009, 2 eren paletes, 1 perruqueria i 1 restaurant.
L'any 2000 a La Croisille hi havia 9 explotacions agrícoles.

## Poblacions més properes
El següent diagrama mostra les poblacions més properes.